# 中華民國108年全國運動會橄欖球比賽
中華民國108年全國運動會橄欖球比賽區分團體及個人賽，共產生七面金牌
，賽事於108年10月20日至10月22日在國立中央大學田徑場舉行。

在全國運動會籌備會、國際橄欖球總會及亞洲橄欖球總會指導下，由中華民國橄欖球協會負責橄欖球競賽各項技術工作。

## 決賽成績列表[a 2]
| 序 | 單位   | 比賽項目           | 姓名 | 成績 | 備註 | 名次 | 組別   | 種類   | 日期     |
| 1  | 臺北市 | 男子組橄欖球團體賽 |      |      |      | 1    | 男子組 | 橄欖球 | 10月22日 |
| 2  | 基隆市 | 男子組橄欖球團體賽 |      |      |      | 2    | 男子組 | 橄欖球 | 10月22日 |
| 3  | 桃園市 | 男子組橄欖球團體賽 |      |      |      | 3    | 男子組 | 橄欖球 | 10月22日 |
| 4  | 臺南市 | 男子組橄欖球團體賽 |      |      |      | 4    | 男子組 | 橄欖球 | 10月22日 |
| 5  | 新北市 | 男子組橄欖球團體賽 |      |      |      | 5    | 男子組 | 橄欖球 | 10月22日 |
| 6  | 新竹市 | 男子組橄欖球團體賽 |      |      |      | 6    | 男子組 | 橄欖球 | 10月22日 |

### 官方資料
1. ↑  （繁體中文） (PDF). 108年全國運動會籌備處.[]
2. ↑  （繁體中文）.   [2019-10-23]. （原始内容存档于2019-07-31）.
3. ↑  （繁體中文）. 2019-10-22  [2019-10-22].[]

### 新聞報導
1. ↑  . 台灣好新聞. 2019-10-23  [2019-10-23]. （原始内容存档于2019-10-23）.

## 外部連結
- （繁體中文）108年全國運動會官方網站（页面存档备份，存于）